# Dãy núi Scandinavia
Dãy núi Scandinavia hoặc Scandes, (tiếng Thụy Điển: Skanderna, Fjällen hoặc Kölen, tiếng Phần Lan: Köli, tiếng Na Uy: Kjølen) là dãy núi kéo dài suốt bán đảo Scandinavia. Dãy núi Scandinavia tương đương với Kiến tạo sơn Caledonia Scandinavia. Các sườn phía tây trở nên dốc đứng quay ra biển Bắc và biển Na Uy, tạo thành các vịnh hẹp khoét sân vào đất liền nổi tiếng của Na Uy, trong khi ở phía đông bắc, dãy núi dần dần uốn vào Phần Lan. Ở phía bắc, dãy núi này tạo thành biên giới thiên nhiên giữa Na Uy và Thụy Điển, có chỗ cao tới 2.000 m (6.600 ft) ở Vòng Bắc Cực. Dãy núi này chỉ vừa chạm vào vùng cực tây bắc của Phần Lan, nhưng ở phần mở rộng phía cực bắc ở Mũi đất Bắc Na Uy, nó không cao hơn các đồi bao nhiêu.

## Độ cao
Dãy núi này không cao lắm, nhưng có những nơi rất dốc. Ngọn Galdhøpiggen ở miền nam Na Uy là ngọn núi cao nhất, 2.469 mét (8.100 ft), ngọn Kebnekaise là ngọn núi cao nhất ở phía Thụy Điển 2.104 m (6.903 ft), trong khi Halti là ngọn núi cao nhất ở Phần Lan, 1.324 m (4.344 ft).
Sự kết hợp của một vị trí ở phía bắc và độ ẩm từ biển Bắc Đại Tây Dương đã gây ra việc hình thành nhiều icefield (vùng băng dưới 50.000 km² và các sông băng.

## Địa chất
Về mặt địa chất thì hệ thống dãy núi Scandinavia được kết nối với các dãy núi của Scotland, Ireland, và - xuyên qua Đại Tây Dương - nối với Dãy Appalachian của Bắc Mỹ. Các nhà địa chất cho rằng tất cả những núi này tạo thành một dãy núi đơn trước khi siêu lục địa Pangaea bị vỡ. Các núi hiện nay là tàn dư của Kiến tạo sơn Caledonia. Dãy núi Scandinavia đã bị xói mòn 1/5 chiều cao ban đầu của chúng. Dãy núi này là một trong những dãy núi lâu đời nhất vẫn còn tồn tại trên thế giới.

## Các ngọn núi cao nhất ở Na Uy
1. 2.469 m (8.100 ft) Galdhøpiggen (Oppland)
2. 2.465 m (8.087 ft) Glittertind (Oppland)
3. 2.405 m (7.890 ft) Store Skagastølstind (Sogn og Fjordane)
4. 2.387 m (7.831 ft) Store Styggedalstinden east (Sogn og Fjordane)
5. 2.373 m (7.785 ft) Skarstind (Oppland)
6. 2.369 m (7.772 ft) Vesle Galdhøpiggen (Oppland)
7. 2.368 m (7.769 ft) Surtningssue (Oppland)
8. 2.366 m (7.762 ft) Store Memurutinden (Oppland)
9. 2.351 m (7.713 ft) Jervvasstind (Sogn og Fjordane)
10. 2.348 m (7.703 ft) Sentraltind (Sogn og Fjordane)

## Các ngọn núi cao nhất ở Thụy Điển
1. 2.104 m (6.903 ft) Kebnekaise (Lappland)
2. 2.097 m (6.880 ft) Kebnekaise Nordtoppen (Lappland)
3. 2.089 m (6.854 ft) Sarektjåkka Stortoppen (Lappland)
4. 2.076 m (6.811 ft) Kaskasatjåkka (Lappland)
5. 2.056 m (6.745 ft) Sarektjåkka Nordtoppen (Lappland)
6. 2.043 m (6.703 ft) Kaskasapakte (Lappland)
7. 2.023 m (6.637 ft) Sarektjåkka Sydtoppen (Lappland)
8. 2.016 m (6.614 ft) Akka Stortoppen (Lappland)
9. 2.010 m (6.594 ft) Akka Nordvästtoppen (Lappland)
10. 2.010 m (6.594 ft) Sarektjåkka Buchttoppen (Lappland)
11. 2.005 m (6.578 ft) Pårtetjåkka (Lappland)
12. 2.002 m (6.568 ft) Palkatjåkka (Lappland)

Các ngọn núi khác dưới 2.000 m ở Thụy Điển
- Sulitelma 1,860 m (Lappland)
- Helagsfjället 1,796 m (Härjedalen)
- Norra Storfjället 1,767 m (Lappland)
- Templet 1,728 m (Jämtland)
- Lillsylen 1,704 m (Jämtland)
- Åreskutan 1,420 m (Jämtland)
- Storvätteshågna 1,204 m (Dalarna)
- Molnet 1,191 m (Dalarna)

## Các ngọn núi cao nhất ở Phần Lan
1. 1,324 m (4,344 ft) Halti (Lappi/Lappland và Troms Na Uy)
2. 1,317 m (4,321 ft) Ridnitsohkka (Lappi/Lappland)
3. 1,280 m (4,200 ft) Kiedditsohkka (Lappi/Lappland)
4. 1,240 m (4,068 ft) Kovddoskaisi (Lappi/Lappland)
5. 1,239 m (4,065 ft) Ruvdnaoaivi (Lappi/Lappland)
6. 1,180 m (3,871 ft) Loassonibba (Lappi/Lappland)
7. 1,150 m (3,773 ft) Urtasvaara (Lappi/Lappland)
8. 1,144 m (3,753 ft) Kahperusvaarat (Lappi/Lappland)
9. 1,130 m (3,707 ft) Aldorassa (Lappi/Lappland)
10. 1,100 m (3,609 ft) Kieddoaivi (Lappi/Lappland)